# Turtle Lake (Dakota du Nord)
La ville américaine de Turtle Lake est située dans le comté de McLean, dans l’État du Dakota du Nord. Lors du recensement de 2010, sa population s’élevait à 581 habitants.

## Histoire
Turtle Lake a été fondée en 1905.

## Démographie
| 1920 | 1930 | 1940 | 1950 | 1960 | 1970 |
| ---- | ---- | ---- | ---- | ---- | ---- |
| 395  | 579  | 632  | 839  | 792  | 712  |

| 1980 | 1990 | 2000 | 2010 | - | - |
| ---- | ---- | ---- | ---- | - | - |
| 802  | 681  | 580  | 581  | - | - |

## Source
- (en) Cet article est partiellement ou en totalité issu de l’article de Wikipédia en anglais intitulé « Turtle Lake, North Dakota » (voir la liste des auteurs).